# ZARD BEST The Single Collection ~궤적~
《ZARD BEST The Single Collection ~궤적~》(일본어: - 軌跡 키세키[*])는 일본의 밴드 ZARD의 베스트 음반이며, 1999년 5월 28일 발매되었다. (CD: JBCJ-1023) 첫 주의 오리콘 집계에서 120만 장 이상을 기록했고, 최종적으로 300만 장 이상의 판매량을 올려 ZARD가 발표한 모든 작품 중 최고의 매출을 기록했다. 2007년 6월, 사카이 이즈미 사후 7년만에 차트에 올라 18위를 기록했으며, 10월 1일자 차트까지도 머물러 있었다.
수록된 모든 곡은 차트 1, 2위에 오른적이 있는 작품들이며, 4번 트랙 〈끝없는 꿈을〉만이 다른 아티스트들과 공동으로 작업한 작품이다.
동년 발매되었던 정규 음반 《영원》과 이후 발매되는 《ZARD BEST ~Request Memorial~》 모두 밀리언을 돌파했으며, 세 작품 모두 제 14회 일본골드디스크대상에서 '록 앨범 오브 더 이어'를 수상했다.
이 음반에 포함된 엽서를 통해 ZARD의 첫 라이브 공연에 응모할 수 있었다. 데뷔 9년만에 처음으로 갖게 된 공식적인 라이브였으며, 모집 정원은 600명이었으나 총 응모수는 100만 장 이상이었다. 라이브는 1999년 8월 31일 도쿄 만의 크루즈 "퍼시픽 비너스 호"에서 있었고, 이듬해 라이브 실황을 담은 《ZARD Cruising & Live》가 발매된다.

## 수록곡
| #            | 제목                                                                                            | 작사                        | 작곡                  | 편곡              | 재생 시간 |
| ------------ | ----------------------------------------------------------------------------------------------- | --------------------------- | --------------------- | ----------------- | --------- |
| 1.           | 〈〈지지마세요〉〉 (負けないで 마케나이데[*])                                                   | 사카이 이즈미               | 오다 테츠로           | 하야마 타케시     | 3:49      |
| 2.           | 〈〈그대가 없어요〉〉 (君がいない 키미가이나이[*])                                              | 사카이 이즈미               | 쿠리바야시 세이이치로 | 아카시 마사오     | 3:57      |
| 3.           | 〈〈흔들리는 마음〉〉 (揺れる想い 유레루오모이[*])                                              | 사카이 이즈미               | 오다 테츠로           | 아카시 마사오     | 4:27      |
| 4.           | 〈〈끝없는 꿈을〉〉 (果てしない夢を 하테시나이유메오[*])                                        | 사카이 이즈미 / 우에스기 쇼 | 데구치 마사유키       | 아카시 마사오     | 4:51      |
| 5.           | 〈〈조금 더 조금만 더...〉〉 (もう少し あと少し… 모스코시 아토스코시[*])                        | 사카이 이즈미               | 쿠리바야시 세이이치로 | 아카시 마사오     | 4:48      |
| 6.           | 〈〈절대 잊지 않겠어요〉〉 (きっと忘れない 킷토와스레나이[*])                                   | 사카이 이즈미               | 오다 테츠로           | 아카시 마사오     | 4:06      |
| 7.           | 〈〈이 사랑에 지칠때도〉〉 (この愛に泳ぎ疲れても 코노아이니오요기츠카레테모[*])                 | 사카이 이즈미               | 오다 테츠로           | 아카시 마사오     | 4:16      |
| 8.           | 〈〈이렇게 곁에 있는데도〉〉 (こんなにそばに居るのに 콘나니소바니이루노니[*])                   | 사카이 이즈미               | 쿠리바야시 세이이치로 | 아카시 마사오     | 5:32      |
| 9.           | 〈〈Just believe in love〉〉                                                                    | 사카이 이즈미               | 하루하타 미치야       | 하야마 타케시     | 5:29      |
| 10.          | 〈〈사랑이 보이지 않아〉〉 (愛が見えない 아이가미에나이[*])                                     | 사카이 이즈미               | 오자와 마사즈미       | 하야마 타케시     | 4:04      |
| 11.          | 〈〈마이 프렌드〉〉 (マイ フレンド 마이 후렌도[*])                                              | 사카이 이즈미               | 오다 테츠로           | 하야마 타케시     | 4:23      |
| 12.          | 〈〈마음을 열고〉〉 (心を開いて 코코로오히라이테[*])                                            | 사카이 이즈미               | 오다 테츠로           | 이케다 다이스케   | 4:09      |
| 13.          | 〈〈영원〉(Intro Piano Version)〉 (永遠 에이엔[*])                                              | 사카이 이즈미               | 토쿠나가 아키히토     | 토쿠나가 아키히토 | 3:44      |
| 14.          | 〈〈운명의 룰렛을 돌리며〉(Re-mix Version)〉 (運命のルーレット廻して 운메이노루렛토마와시테[*]) | 사카이 이즈미               | 쿠리바야시 세이이치로 | 이케다 다이스케   | 5:15      |
| 총 재생 시간 | 총 재생 시간                                                                                    | 총 재생 시간                | 총 재생 시간          | 총 재생 시간      | 1:02:50   |